# Cydnoides albipennis
Cydnoides albipennis är en insektsart som först beskrevs av Thomas Say 1859.  Cydnoides albipennis ingår i släktet Cydnoides och familjen glansskinnbaggar. Inga underarter finns listade i Catalogue of Life.